# Katastrofa lotnicza premiera Arvida Lindmana
Katastrofa lotnicza premiera Arvida Lindmana – katastrofa lotnicza, do której doszło 9 grudnia 1936 w Wielkiej Brytanii. Zginęło 15 osób, m.in. były premier Szwecji Arvid Lindman, fiński sportowiec Magnus Wegelius i hiszpański wynalazca Juan de la Cierva.

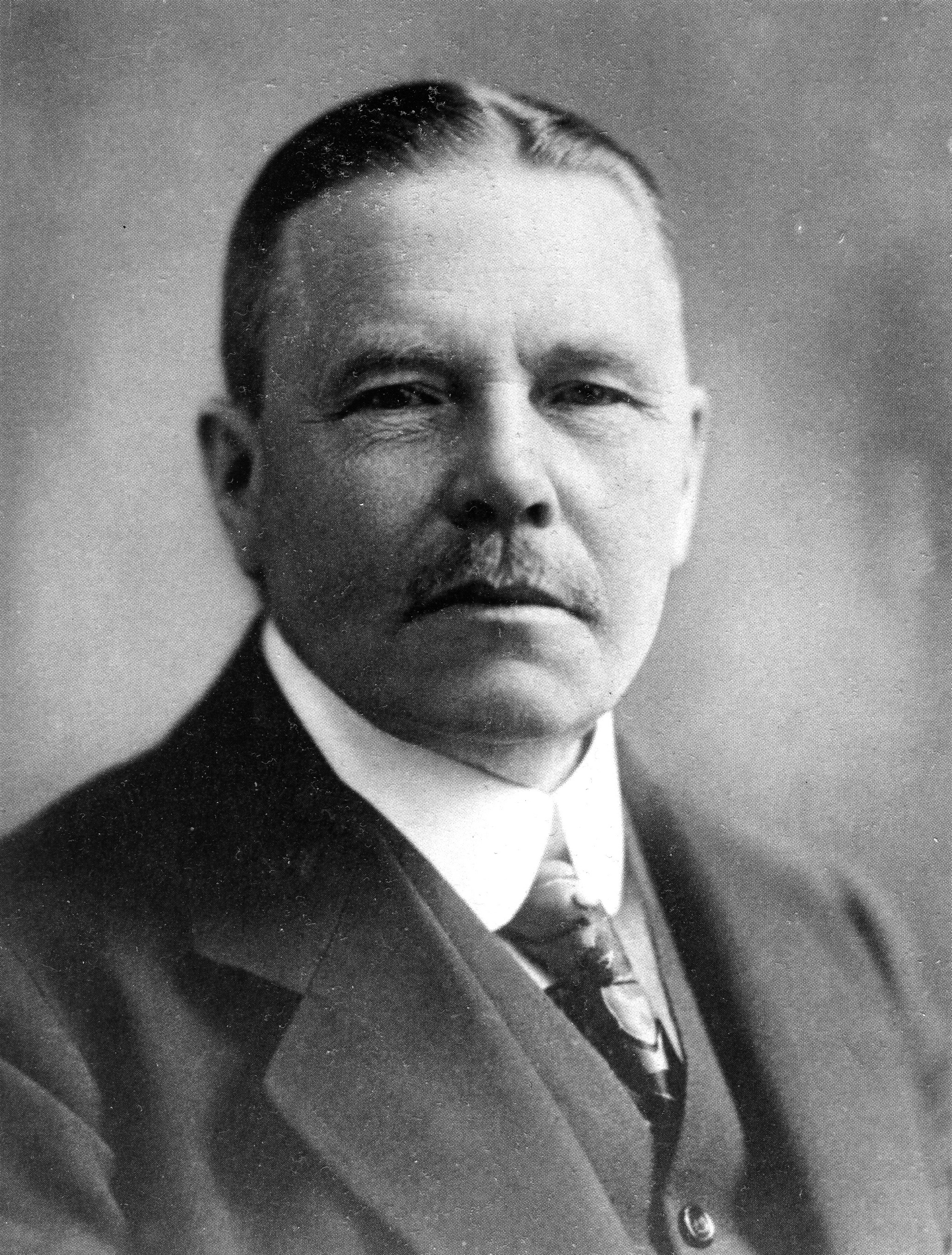
były premier Szwecji, Arvid Lindman

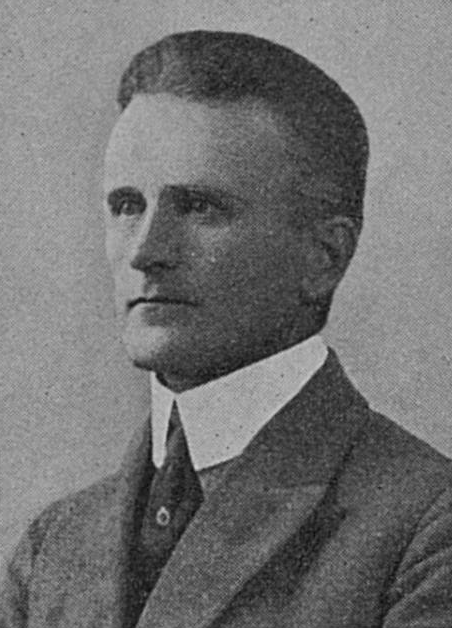
fiński sportowiec Magnus Wegelius

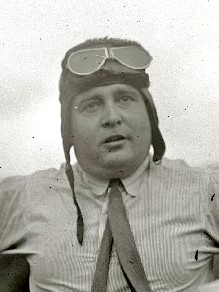
hiszpański wynalazca Juan de la Cierva

W tamtym czasie była to najtragiczniejsza katastrofa lotnicza w historii Wielkiej Brytanii.

## Wypadek
W dniu wypadku lotnisko Croydon było spowite mgłą, a widoczność wahała się w granicach 50 m. Załogi samolotów podążały za białą linią wytyczoną mniej więcej w kierunku wschód-zachód na trawiastej powierzchni lotniska.
Samolot KLM DC-2 rozpoczął start wzdłuż białej linii, ale po przebyciu około 183 m zboczył z linii w lewo i po oderwaniu się od ziemi skierował się na południe w stronę wznoszącego się terenu, zamiast w normalnym kierunku zachodnim. Po przelocie nad południową granicą lotniska samolot uderzył w komin domu, a następnie rozbił się w pustym domu po przeciwnej stronie ulicy. Samolot, dom i sąsiedni dom (również pusty w tym czasie) zostały zniszczone w katastrofie i pożarze.
Wypadek przeżyli stewardesa i operator radiowy. Jeden z pasażerów przeżył katastrofę, lecz zmarł później w szpitalu.

## Dochodzenie
Brytyjska Komisja Badania Wypadków ustaliła, że pilot nie utrzymał sterowności samolotu, a także wykazał się „słabą oceną sytuacji”, nie zmniejszając obrotów silników i przerywając start po opuszczeniu pasa startowego.